# Laura Künzler-Dervisaj

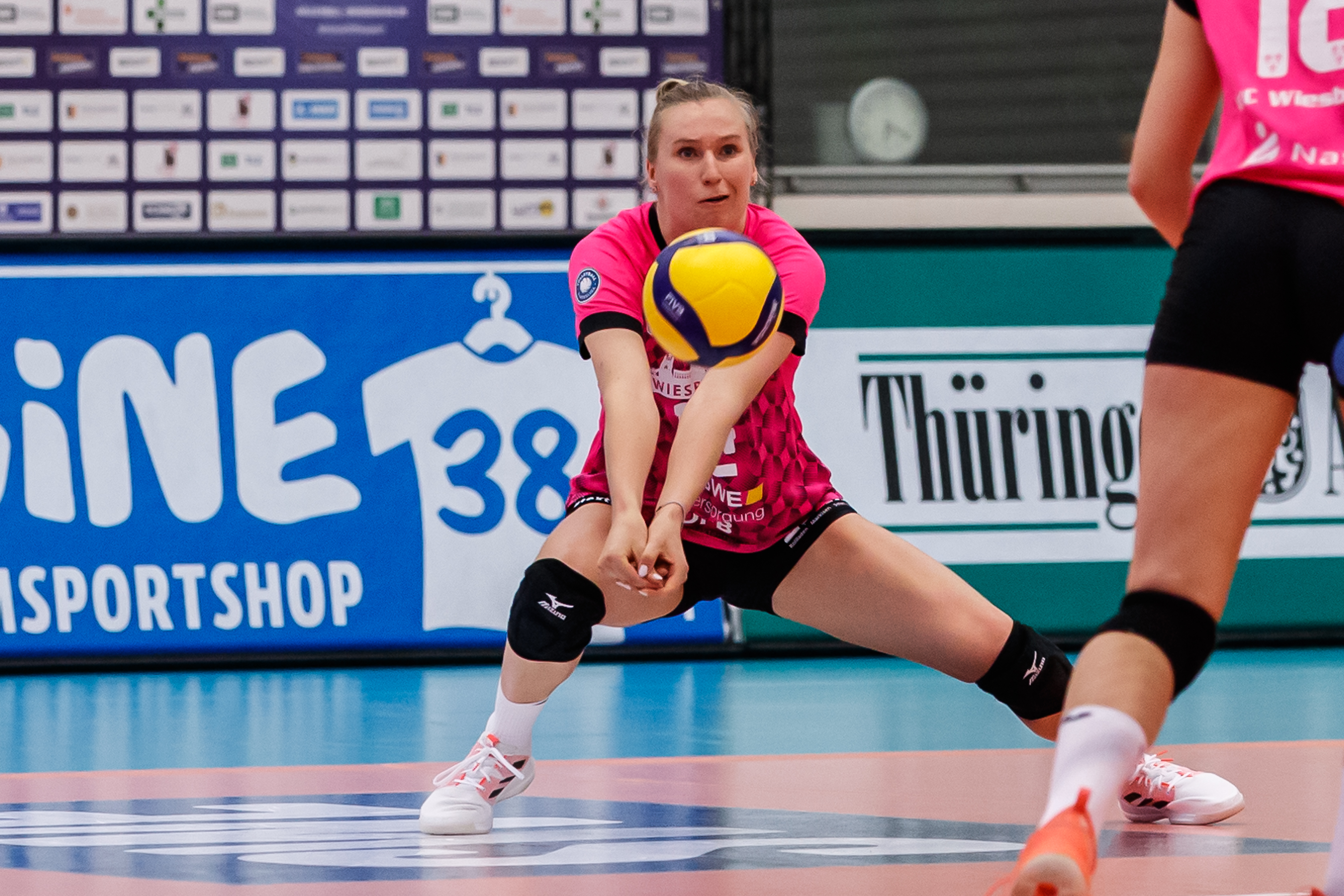
Laura Künzler podczas przyjmowania zagrywki w barwach VC Wiesbaden

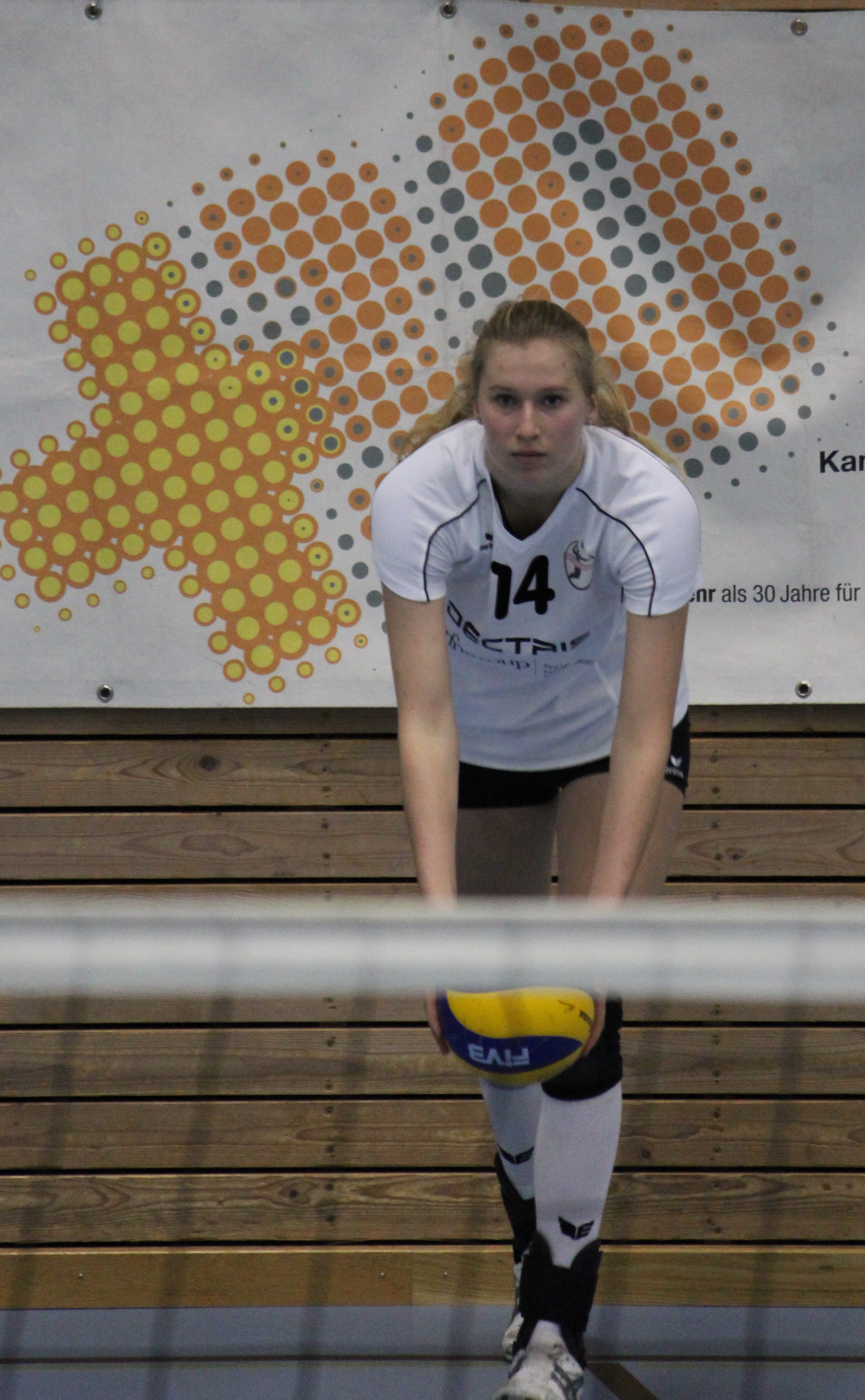
Laura Künzler zawodniczką VBC Kanti Baden

Laura Künzler-Dervisaj (ur. 25 grudnia 1996 w Berkeley) – szwajcarska siatkarka, grająca na pozycji przyjmującej.
Urodziła się w amerykańskim Berkeley w Kalifornii, gdzie wtedy pracował jej ojciec i jej rodzina mieszkała przez kilka lat. Na początku lipca 2024 roku poślubiła niemieckiego siatkarza Leona Dervisaja.
Jej młodsza siostra Julia, również jest siatkarką.

## Kariera klubowa
| Kariera juniorska | Kariera juniorska         | Kariera juniorska | Kariera juniorska | Kariera juniorska | Kariera juniorska | Kariera juniorska | Kariera juniorska | Kariera juniorska | Kariera juniorska | Kariera juniorska |
| ----------------- | ------------------------- | ----------------- | ----------------- | ----------------- | ----------------- | ----------------- | ----------------- | ----------------- | ----------------- | ----------------- |
| Lata              | Klub                      |                   |                   |                   |                   |                   |                   |                   |                   |                   |
| –2013             | Volley Neuenhof           |                   |                   |                   |                   |                   |                   |                   |                   |                   |
| 2013–2014         | VBC Kanti Baden           |                   |                   |                   |                   |                   |                   |                   |                   |                   |
| Kariera seniorska |                           |                   |                   |                   |                   |                   |                   |                   |                   |                   |
| Lata              | Klub                      |                   |                   |                   |                   |                   |                   |                   |                   |                   |
| 2014–2017         | Sm’Aesch Pfeffingen       |                   |                   |                   |                   |                   |                   |                   |                   |                   |
| 2017–2019         | Rote Raben Vilsbiburg     |                   |                   |                   |                   |                   |                   |                   |                   |                   |
| 2019–2020         | ASPTT Mulhouse            |                   |                   |                   |                   |                   |                   |                   |                   |                   |
| 2020–2021         | Pays d’Aix Venelles       |                   |                   |                   |                   |                   |                   |                   |                   |                   |
| 2021–2022         | VC Wiesbaden              |                   |                   |                   |                   |                   |                   |                   |                   |                   |
| 2022–2023         | Allianz MTV Stuttgart     |                   |                   |                   |                   |                   |                   |                   |                   |                   |
| 2023–2024         | Nilüfer Belediyespor      |                   |                   |                   |                   |                   |                   |                   |                   |                   |
| 2024–2025         | Uyba Volley Busto Arsizio |                   |                   |                   |                   |                   |                   |                   |                   |                   |
| 2025–             | Reale Mutua Fenera Chieri‎ |                   |                   |                   |                   |                   |                   |                   |                   |                   |

## Sukcesy klubowe
Liga szwajcarska:
- 2016, 2017

Liga niemiecka:
- 2023[10]